# ويليام شالمرز
ويليام شالمرز (بالسويدية: William Chalmers)‏ هو تاجر سويدي، ولد في 13 نوفمبر 1748 في غوتنبرغ في السويد، وتوفي بنفس المكان في 3 يوليو 1811.